# Osteria Francescana
L'Osteria Francescana è un ristorante di Modena gestito da Massimo Bottura.

## Storia
Situato nelle vicinanze della chiesa di San Francesco (da cui il nome), il locale esisteva già negli anni cinquanta ed era una delle piole del centro cittadino, ovvero un'osteria con tavolacci in legno e vino in caraffa, dove si giocava a carte e si pranzava a basso costo. Delle varie osterie della città, la Francescana in particolare era considerata un ritrovo per gli uomini del "sottoproletariato" e per donne di dubbia reputazione. Attorno agli anni 1980, sulla scorta dei mutamenti sociali, divenne una sorta di birreria. Nel 1995 venne rilevata da Massimo Bottura.
Dal novembre 2011 l'Osteria Francescana vanta tre stelle sulla Guida Michelin, e i punteggi più alti sulle principali guide italiane del settore.
Dopo essersi classificato al terzo posto nel 2013 e 2014, e al secondo posto nel 2015, nel 2016 l'Osteria Francescana raggiunge la prima posizione nella classifica del premio World's 50 Best Restaurants del periodico britannico Restaurant. con la seguente motivazione:
Nel 2017 il ristorante modenese arriva al secondo posto, ma nel 2018 riconquista il primo. In seguito a una modifica del regolamento che esclude dalla classifica i vincitori precedenti, entra nei Best of the Best.

## Riconoscimenti
2002

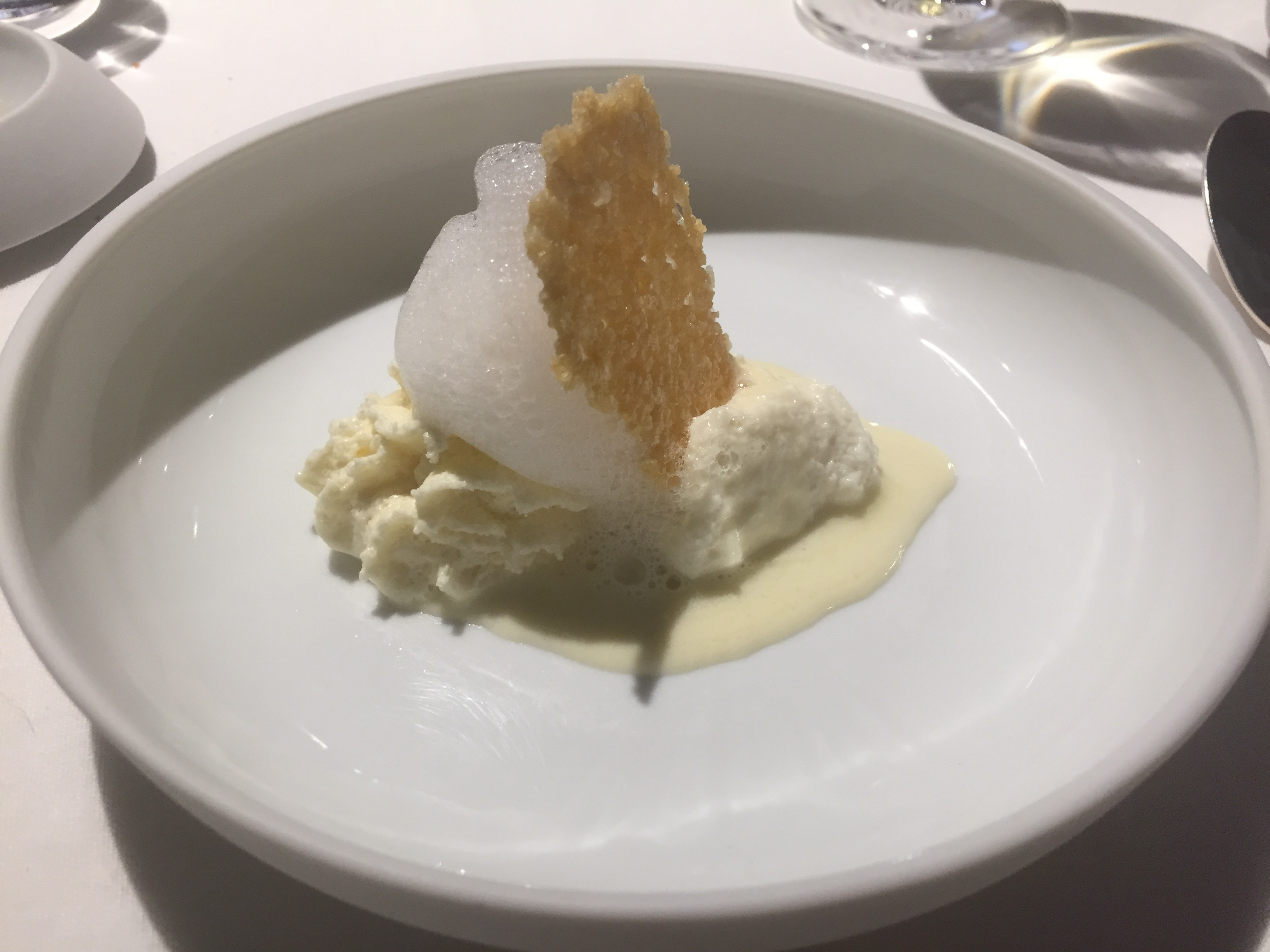
Le Cinque stagionature del Parmigiano Reggiano in diverse consistenze e temperature, uno degli antipasti più conosciuti del ristorante

- Una stella, Guida Michelin
- Guida de l'Espresso, Performance dell'Anno

2005
- Lo Mejor de La Gastronomia, Premio Internacional
- Guida de l'Espresso, Pranzo dell'Anno
- Guida Veronelli, Tre Stelle

2006
- Due stelle, Guida Michelin
- Golosaria, Ristorante Creativo dell'Anno

2007
- Guida del Gambero Rosso, Tre Forchette
- Guida de l'Espresso, Piatto dell'Anno: "Riso grigio... e nero"
- Guida de l'Espresso, punteggio 19/20

2008
- Consorzio Brunello di Montalcino ‘Leccio d'Oro', Miglior Ristorante dell'Anno
- Guida de l'Espresso, Piatto dell'Anno: "Zuppa di lumache e spuma di aglio dolce"

2009
- Guida de l'Espresso, punteggio 19,5/20
- Guida del Gambero Rosso, Piatto dell'Anno: "Omaggio a Thelonious Monk"
- The World's 50 Best Restaurants, 13th Best Restaurant in the World
- The World's 50 Best Restaurants, Highest New Entry
- Accademia Italiana della Cucina, "Magnifico del Presidente"

2010
- Les Grandes Tables du Mondes
- Guida de l'Espresso, punteggio 19,75/20
- Guida BMW, Ristorante dell'Anno
- Andrew Harper Hideaway Report, Restaurant of the Year
- The World's 50 Best Restaurants, 6th Best Restaurant in the World
- The World's 50 Best Restaurants, Best Italian Restaurant

2011
- Guida de l'Espresso, Punteggio 19,75 (Miglior Ristorante d'Italia)
- The World's 50 Best Restaurants, 4th Best Restaurant in the World
- The World's 50 Best Restaurants, Chef's Choice Award
- Lo Mejor de la Gastronomia, El Restaurante del Dia 9,25

2012
- Guida del Gambero Rosso, Tre Forchette con punteggio 95/100 (Miglior Ristorante d'Italia)
- Tre stelle, Guida Michelin[4]
- Guida Touring, punteggio 93 (Miglior Ristorante d'Italia)
- The World's 50 Best Restaurants, 5th Best Restaurant in the World

2013
- Guida del Gambero Rosso, Tre Forchette con punteggio 95/100 (Miglior Ristorante d'Italia)
- The World's 50 Best Restaurants, 3rd Best Restaurant in the World

2014
- White Guide Global Gastronomy Award
- The World's 50 Best Restaurants, 3rd Best Restaurant in the World

2015
- The World's 50 Best Restaurants, 2nd Best Restaurant in the World
- Guida de l'Espresso, Punteggio 20/20 (Miglior Ristorante d'Italia)

2016
- The World's 50 Best Restaurants, 1st Best Restaurant in the World

2017
- The World's 50 Best Restaurants, 2nd Best Restaurant in the World

2018
- The World's 50 Best Restaurants, 1st Best Restaurant in the World